# Nyża pod Skałką
Nyża pod Skałką – nyża w Skałce z Nyżą w Dolinie Racławki na Wyżynie Olkuskiej. Znajduje się u południowo-zachodniej podstawy tej skały, zaraz przy ścieżce dydaktycznej prowadzącej dnem doliny. Od nyży tej pochodzi nazwa skały.
Dno nyży znajduje się na poziomie potoku, a nyżę przykrywa dwuczęściowy okap. Jest na tyle głęboka, że można w niej schować się w czasie deszczu. Nyża jest pochodzenia erozyjno- korozyjnego, najprawdopodobniej została wytworzona przez wody potoku Racławka. W jej zachodniej ścianie znajduje się pozostałość kanału krasowego, a na ścianach widoczne są ślady rozmyć. Oprócz bardzo zniszczonych nacieków grzybkowych brak innych nacieków. Namulisko tworzą osady przyniesione przez potok. Nyża jest w całości oświetlona, w niektórych jej miejscach na ścianach rozwijają się mchy i rośliny naczyniowe. 
Nyżę po raz pierwszy opisał Adam Polonius w sierpniu 2017 roku, on też wykonał jej pomiary i plan.

## Szlaki turystyczne
niebieska, ogólnoprzyrodnicza ścieżka dydaktyczna. Od parkingu w Dubiu dnem Doliny Racławki, obok Opalonej, Skałki z Nyżą, Źródła Bażana, przez wąwóz Stradlina i Komarówkę do dna doliny. 13 przystanków edukacyjnych.